# Rudniki (Opole)
Pour les articles homonymes, voir Rudniki.
Rudniki est une localité polonaise et siège de la gmina du même nom, située dans le powiat d'Olesno en voïvodie d'Opole.